# Cusy
Cusy ist eine französische Gemeinde mit 1855 Einwohnern (Stand 1. Januar 2022) im Département Haute-Savoie in der Region Auvergne-Rhône-Alpes. Sie gehört zum Kanton Rumilly im Arrondissement Annecy.

## Geographie
Cusy liegt auf 550 m, etwa 17 Kilometer südwestlich der Präfektur Annecy und 49 Kilometer südlich der Stadt Genf (Luftlinie). Das ehemalige Bauerndorf erstreckt sich auf einem Plateau am Nordfuß der Montagne de Bange, im Albanais, am Austritt des Chéran aus der Cluse de Bange, einer Schlucht, in welcher der Fluss die westliche Randkette des Massivs der Bauges durchbricht. Die Gemeinde liegt innerhalb des Regionalen Naturparks Massif des Bauges.
Die Fläche des 17,43 km² großen Gemeindegebiets umfasst einen Abschnitt des Alpenvorlandes im südlichen Albanais. Die nordöstliche Grenze verläuft entlang dem Chéran. Dieser durchbricht die Antiklinale von Semnoz und Montagne de Bange (Randkette der Bauges) in einer charakteristischen Klus und tritt danach in die Molasseschichten des Alpenvorlandes hinaus, in die er ebenfalls eingeschnitten ist.
Das Gemeindeareal von Cusy zerfällt in zwei sehr unterschiedliche naturräumliche Einheiten. Der relativ schwach reliefierte nordwestliche Teil wird von der Talsenke von Cusy eingenommen, einer rund 1 km breiten und 4 km langen, ehemals sumpfigen Ebene, welche die Verbindung zwischen dem Tal des Chéran und der Sierre (Zufluss des Lac du Bourget) herstellt. Diese Ebene wird im Nordwesten von der Höhe von Chainaz (724 m) flankiert. Demgegenüber zeigt der südöstliche Gemeindeteil starke Reliefunterschiede. Er umfasst den Westhang der Montagne de Bange und den südlichen steilen Talhang der Cluse de Bange. Die bewaldeten Hänge werden von markanten, teils über 100 m hohen senkrecht abfallenden Felswänden aus Urgonkalk unterbrochen. Auf der Montagne de Bange wird mit 1365 m die höchste Erhebung von Cusy erreicht.
Zu Cusy gehören neben dem eigentlichen Ortskern verschiedene Weilersiedlungen und Gehöfte, darunter: 
- Les Vautrey (540 m) auf dem Plateau westlich des Tals des Chéran
- Baleva (520 m) auf dem Plateau westlich des Tals des Chéran
- Les Mièges (550 m) in der Talsenke, südwestlich an Cusy anschließend
- Lachat (535 m) in der Talsenke von Cusy
- Chez les Rey (650 m) am Südabhang der Höhe von Chainaz
- Pétela (580 m) in der Talsenke am Westfuß der Montagne de Bange
- Les Chavonnes (660 m) auf einer Geländeterrasse am Fuß der Montagne de Bange
- La Tropaz (580 m) auf einer Geländeterrasse am Eingang in die Cluse de Bange

Nachbargemeinden von Cusy sind Héry-sur-Alby und Gruffy im Norden, Allèves im Osten, Arith und Saint-Offenge im Süden sowie Saint-Ours und Chainaz-les-Frasses im Westen.

## Geschichte
Cusy wird bereits im Jahr 1022 erstmals urkundlich erwähnt; später erschien auch der latinisierte Name Cusiacum. Der Ortsname geht auf den gallorömischen Geschlechtsnamen Cus(s)ius zurück und bedeutet so viel wie Landgut des Cus(s)ius. Im Mittelalter war Cusy Mittelpunkt einer Kastlanei und erhielt im 13. Jahrhundert von den Grafen von Genf gewisse Freiheitsrechte zugesprochen. Im Jahre 1860 wurde Cusy vom Kanton Albens im Département Savoie abgetrennt und dem neu geschaffenen Kanton Alby-sur-Chéran im Département Haute-Savoie eingegliedert.

## Sehenswürdigkeiten

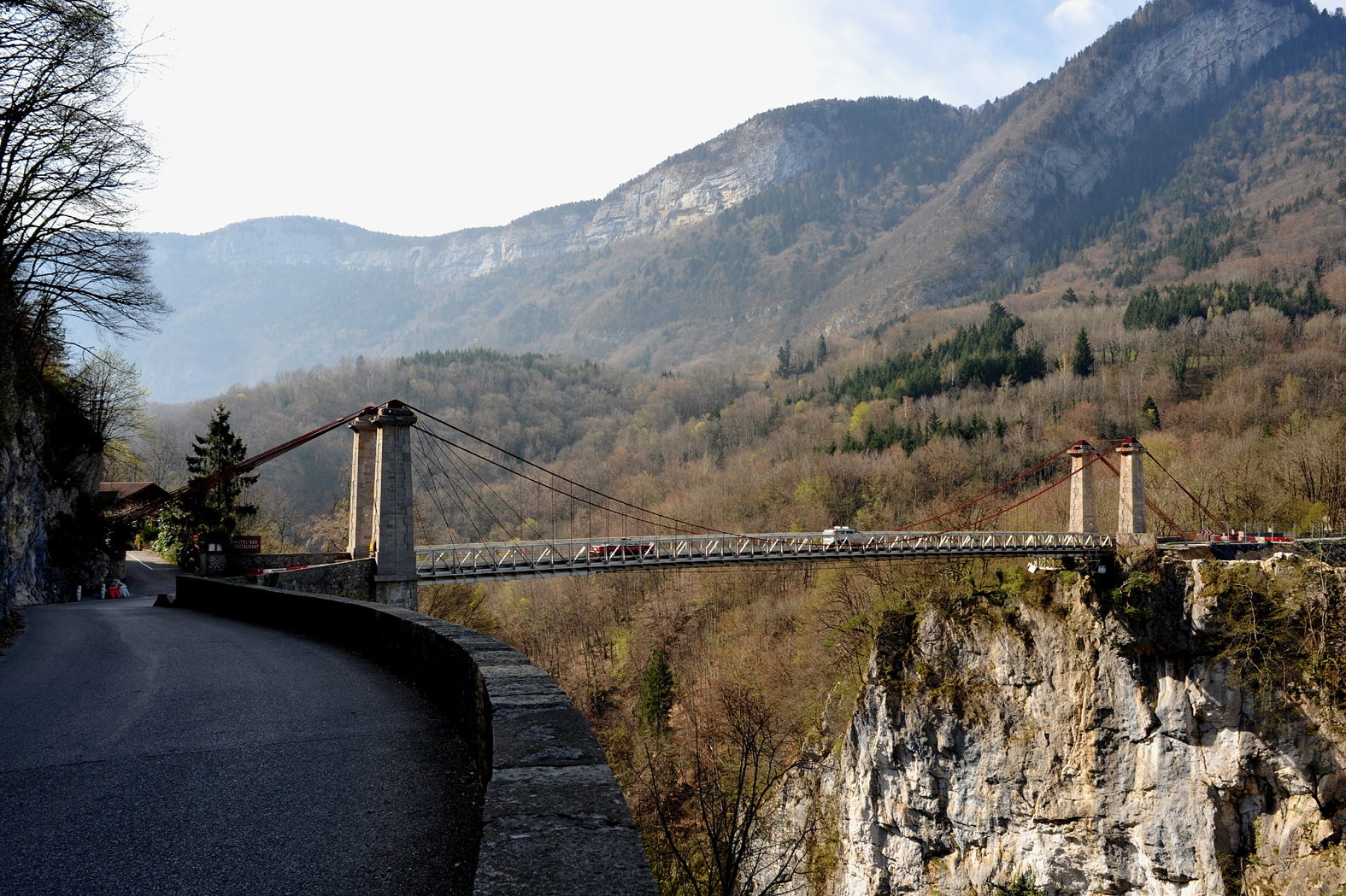
Die Hängebrücke Pont de l’Abime über den Chéran

Die Pfarrkirche Saint-Christophe wurde 1887 im Stil der Neuromanik erbaut. Erhalten sind die Ruinen des Château de Cusy (17. Jahrhundert) und des Château de Fesigny (12. Jahrhundert). Am Eingang in die Cluse de Bange befindet sich die Hängebrücke Pont de l’Abîme, welche die Felsschlucht des Chéran in 96 m Höhe überspannt.

## Bevölkerung
| Jahr                       | 1962 | 1968 | 1975 | 1982 | 1990 | 1999 | 2006 | 2011 |
| Einwohner                  | 739  | 749  | 726  | 817  | 969  | 1270 | 1593 | 1783 |
| Quellen: Cassini und INSEE |      |      |      |      |      |      |      |      |

Mit 1855 Einwohnern (Stand 1. Januar 2022) gehört Cusy zu den kleineren Gemeinden des Département Haute-Savoie. Im Verlauf des 19. und 20. Jahrhunderts nahm die Einwohnerzahl aufgrund starker Abwanderung kontinuierlich ab (1861 wurden in Cusy noch 1478 Einwohner gezählt). Seit Mitte der 1970er Jahre wurde jedoch dank der Wohnlage wieder eine deutliche Bevölkerungszunahme verzeichnet.

## Wirtschaft und Infrastruktur
Cusy war bis weit ins 20. Jahrhundert hinein ein vorwiegend durch die Landwirtschaft geprägtes Dorf. Daneben gibt es heute verschiedene Betriebe des lokalen Kleingewerbes. Mittlerweile hat sich das Dorf auch zu einer Wohngemeinde entwickelt. Viele Erwerbstätige sind Wegpendler, die in den größeren Ortschaften der Umgebung sowie im Raum Annecy  und Chambéry ihrer Arbeit nachgehen.
Die Ortschaft ist verkehrsmäßig recht gut erschlossen. Sie liegt an einer Departementsstraße, die von Aix-les-Bains nach Lescheraines im Massiv der Bauges führt. Eine weitere regionale Straßenverbindung besteht mit Rumilly. Der nächste Anschluss an die Autobahn A41 befindet sich in einer Entfernung von rund 7 km.